# Port Grimaud

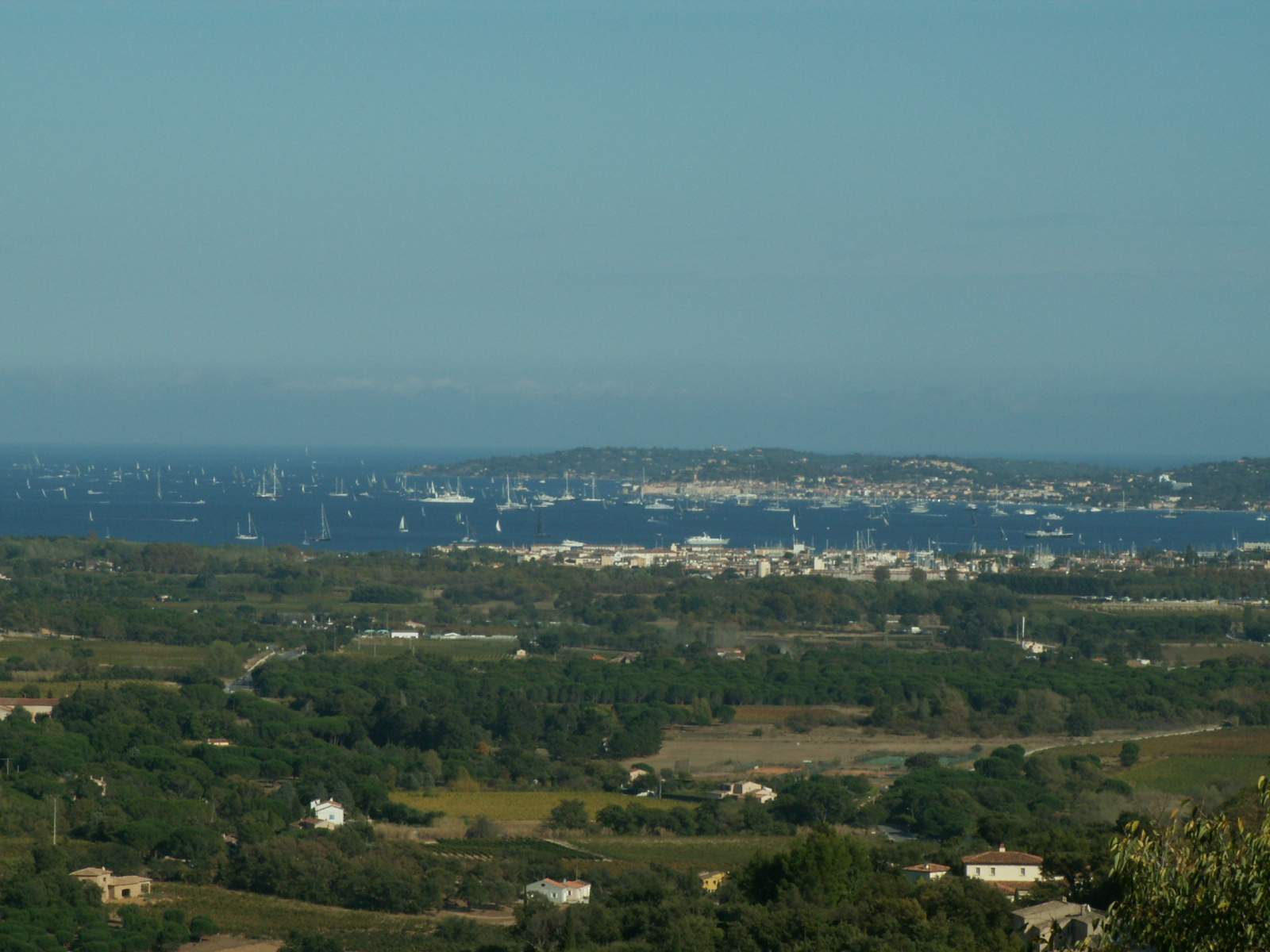
Saint-Tropez - Port Grimaud.

Port Grimaud è un borgo lacustre interamente privato, situato nel comune francese di Grimaud, nel Varo.

## Storia
La città è stata costruita nel 1964 sulle lagune prosciugando le paludi su iniziativa dell'architetto François Spoerry, con l'apporto finanziario di capitali privati.
La città è collegata da canali e piccoli ponti. Il parcheggio è vietato durante la stagione, e solo i residenti debitamente autorizzati possono entrare in città. Le acque contigue alle case costituiscono bacini privati per le barche dei residenti, rendendo Port Grimaud un porto turistico.
Nuove abitazioni sono state costruite nel 1974. La domanda di case è molto alta, e ciò ha comportato un significativo aumento dei prezzi di vendita. Ristoranti, bar e caffè hanno le loro terrazze in prossimità dei moli. Di sera la città e la laguna sono illuminate dalle case e dai ristoranti prospicienti all'acqua.
Port Grimaud è un villaggio interamente privato, comprese tutte le vie, piazze e spazi pubblici, mantenuti con oneri pagati dai proprietari.
Negli ultimi anni, sono state adottate misure da parte dell'Associazione Proprietari di Case per incoraggiare i residenti e proprietari a limitare l'invasione da parte dei visitatori stagionali e rispettare la privacy dei locali. Alcune strade sono ora chiuse con cancelli, in modo che solo i residenti possano accedervi, come avviene in tutti i condomini privati.

## Citazioni e omaggi
- La cantante e attrice Isabelle de Funès nel 1970 ha dedicato alla città il singolo omonimo.